# Saurida gracilis
Anoli grêle
Espèce
Statut de conservation UICN

 LC 02 mars 2015 : Préoccupation mineure
Synonymes
- Saurus gracilis
- Saurida gracila
- Saurida gracilata
- Saurus minutus

Saurida gracilis, l’Anoli grêle est une espèce de poissons de la famille des Synodontidae.

## Systématique
L'espèce Saurida gracilis a été décrite pour la première fois en 1824 par Quoy & Gaimard, sous le protonyme Saurus Gracilis.

### Synonymie
Selon Catalogue of Life :
- Saurus gracilis Quoy & Gaimard, 1824
- Saurida gracila (Quoy & Gaimard, 1824)
- Saurida gracilata (Quoy & Gaimard, 1824)
- Saurus minutus Lesueur, 1825

## Distribution
Cette espèce se croise dans la zone intertropicale des océans indien et pacifique, au large des côtes de l'Australie, du Japon, de l'Indonésie, de Madagascar, de la Tanzanie, de l'Inde, de la Papouasie Nouvelle-Guinée, de l'Afrique du sud, du Viêt Nam, du Mozambique et du Kenya

## Description
Saurida gracilis peut mesurer jusqu'à 32,0 cm, bien que sa taille moyenne se situe plutôt aux environs des 25,8 cm.
Cette espèce se trouve principalement sur le plancher océanique au large, à des profondeurs variant généralement de 1 à 12 m, bien qu'elle puisse être croisée jusqu'à 135 m.
Il s'agit d'un poisson allongé, à la mâchoire proéminente dont le corps a la couleur des sédiments et est parsemé de taches noires.

## Étymologie
Son épithète spécifique, gracilis, grêle, fait référence à son apparence allongée, en apparence plus svelte que celle de Synodus variegatus auquel l'espèce était considérée comme apparentée.

## Comportement

### Prédateurs
Saurida gracilis est la proie de divers poissons plus gros comme le Requin-marteau halicorne ou la Saumonée léopard, ainsi que de certains dauphins comme le Grand dauphin de l'océan Indien.

### Proies
Saurida gracilis chasse des crustacés et des petits poissons osseux comme Hypoatherina ovalaua, Ostorhinchus novemfasciatus, ou le Poisson-trompette.

### Parasites
Saurida gracilis est l'hôte de divers ectoparasites copépodes comme Abasia inflata, Caligus kala, ou Taeniacanthus sauridae.
Saurida gracilis héberge également plusieurs endoparasites digènes comme Lecithochirium magnicaudatum

## Écologie et environnement
Saurida gracilis se place généralement sur les sédiments des fonds, où il chasse à l'affût et capture les proies qui passent à proximité.

## Publication originale
- Louis Claude Desaulses de Freycinet, Jacques Arago, Paul Gaimard et Jean René Constant Quoy, Voyage autour du monde, entrepris par ordre du roi. Exécuté sur les corvettes de S.M. l'Uranie et la Physicienne, pendant les années 1817, 1818, 1819 et 1820, coll. « De l'imprimerie royale », 1824, 224-225 p. (lire en ligne).